# Chlorocnemis marshalli
Chlorocnemis marshalli är en trollsländeart. Chlorocnemis marshalli ingår i släktet Chlorocnemis och familjen Protoneuridae. IUCN kategoriserar arten globalt som livskraftig.

## Underarter
Arten delas in i följande underarter:
- C. m. marshalli
- C. m. superba